# Полосатый рябок
Полосатый рябок, или индийский рябок (Pterocles indicus) — вид летающих птиц из семейства рябковых. Распространён в Южной Азии.

## Описание
Птица размером с голубя. Самки немного меньше самцов. Питается семенами. Гнездится с мая по июнь. Гнездо устраивает на в небольшом углублении, которое выстилается сухой травой. Самка откладывает по три яйца. В кишечнике паразитирует нематода Syphaciella nagpurensis.

## Распространение
Вид встречается в Индии, Пакистане, Бангладеш и Шри-Ланке.